# Квициния, Лев Константинович
Лев Константинович Квициния (абх. Лев Константин-иԥа Кәыҵниа; род. 10 ноября 1960, Атара, Абхазская АССР) — министр по чрезвычайным ситуациям Республики Абхазия (с 2015), член Правительства Республики Абхазия.

## Биография
Родился 10 ноября 1960 года в селе Атара, Очамчирского района, Абхазской АССР, где в 1977 году окончил среднюю школу.
В 1978 году окончил Сухумскую бухгалтерскую школу при Управлении подготовки кадров счётных работников Центрального статистического управления СССР.
В 1979 году был призван в ряды Вооружённых сил СССР, а после демобилизации с 1981 по 1982 годы работал бухгалтером в Администрации села Атара.
В 1987 году окончил Грузинский институт субтропического хозяйства Абхазской АССР по специальности «технология сельскохозяйственных продуктов» и с 1987 по 1989 годы работал мастером виноделия на Сухумском винном заводе Абхазской АССР.
В 1989 года работал заместителем директора Киндгской бройлерной птицефабрики Абхазской АССР, а с 1993 по 1995 годы — коммерческим директором исполкома Международной Ассоциации абхазо-абазинского (Абаза) народа.
С 2000 по 2004 годы работал заместителем начальника производственного участка производственно-коммерческого предприятия «Мосстройснаб» г. Москва.
В 2006 году окончил Адыгейский государственный университет по специальности «юриспруденция», одновременно с 2004 по 2006 года работая юристом ООО «Кодор» в городе Москве.
С 2006 по 2009 годы был первым заместителем начальника Управления по чрезвычайным ситуациям Республики Абхазия.
В 2009 году окончил Академию Государственной противопожарной службы МЧС России по специальности «государственное муниципальное управление». В том же году был избран действительным членом Всемирной академии наук комплексной безопасности (г. Москва), а также назначен руководителем Абхазского отделения Всемирной академии наук комплексной безопасности.
В 2009 году также был избран действительным членом Международной академии информации (г. Москва) и в октябре назначен начальником Управления по чрезвычайным ситуациям Республики Абхазия.
8 апреля 2015 года указом президента Абхазии за № 236 назначен министром по чрезвычайным ситуациям в Правительстве Республики Абхазия.

## Награды
- Орден Дружбы (3 октября 2013 года, Южная Осетия) — за заслуги в деле укрепления дружественных отношений между народами, активное содействие в становлении и укреплении Министерства по делам гражданской обороны, чрезвычайных ситуаций и ликвидации последствий стихийных бедствий Республики Южная Осетия[3]
- Медаль «В ознаменование 10-летия Победы в Отечественной войне народа Южной Осетии» (21 августа 2018 года, Южная Осетия) — за вклад в развитие и укрепление дружественных отношений между народами Республики Южная Осетия и Республики Абхазия и в связи с празднованием 10-й годовщины признания Российской Федерацией Республики Южная Осетия в качестве суверенного и независимого государства[4]